# Sandmalört
Sandmalört (Artemisia stelleriana) är en ört inom släktet malörter och familjen korgblommiga växter. Den beskrevs av Wilibald Swibert Joseph Gottlieb von Besser.

## Beskrivning
Sandmalörten är en drygt 50 centimeter hög halvbuske med förvedad stjälkbas. Den har ett öppet och buskigt växtsätt, är tätt silkesluden och städsegrön i milt klimat. Bladen är gråvita, filtludna och djupt parflikiga, korta men tämligen breda. Blomställningarna har ett mindre antal ganska stora korgar på bladiga skaft. Blommorna är små och gula, och dolda i korgen. Blomningen sker i augusti–september. Den aromatiska doft som annars brukar känneteckna släktet Artemisia saknas hos sandmalörten.

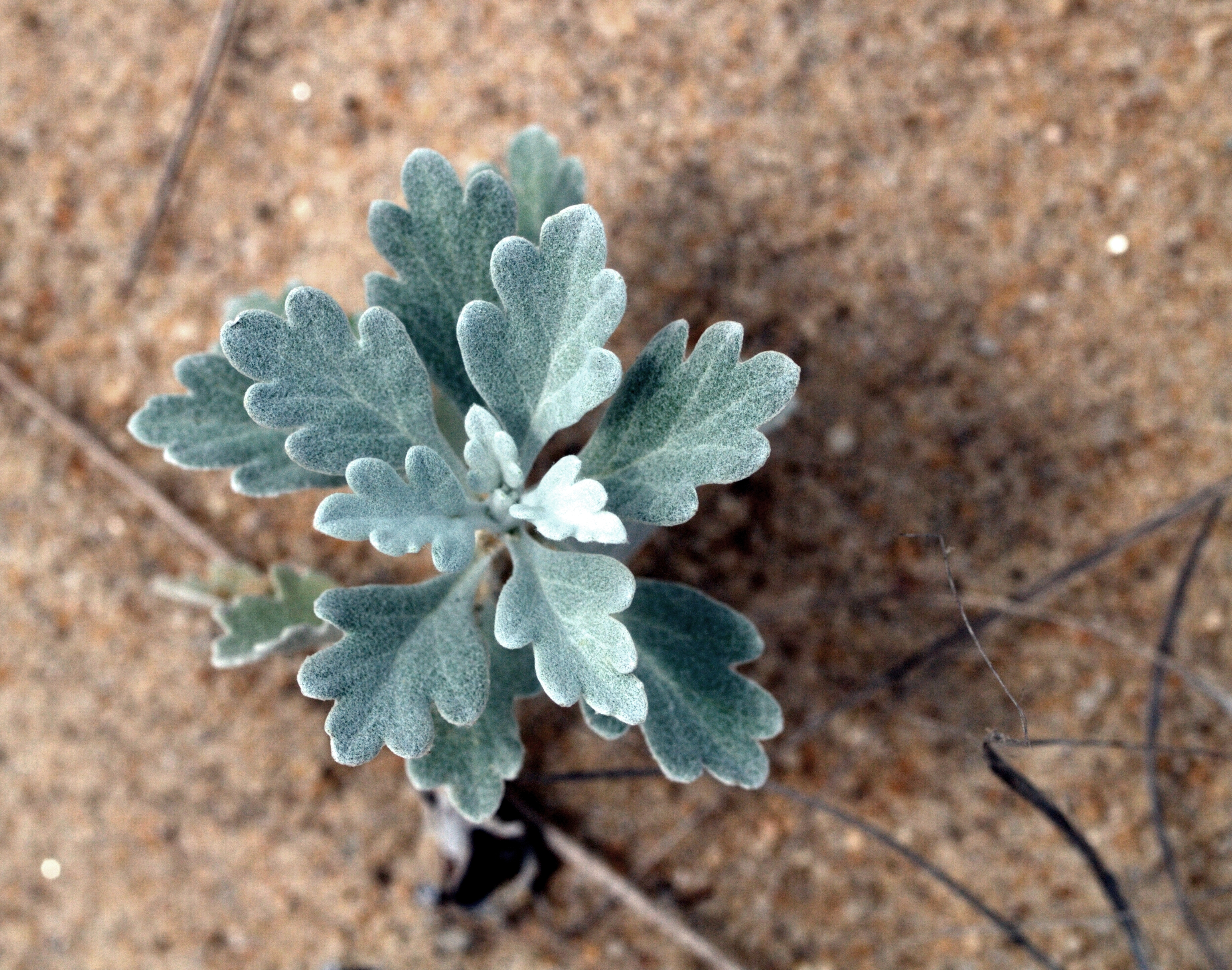
Cape Cod i Massachusetts, USA.
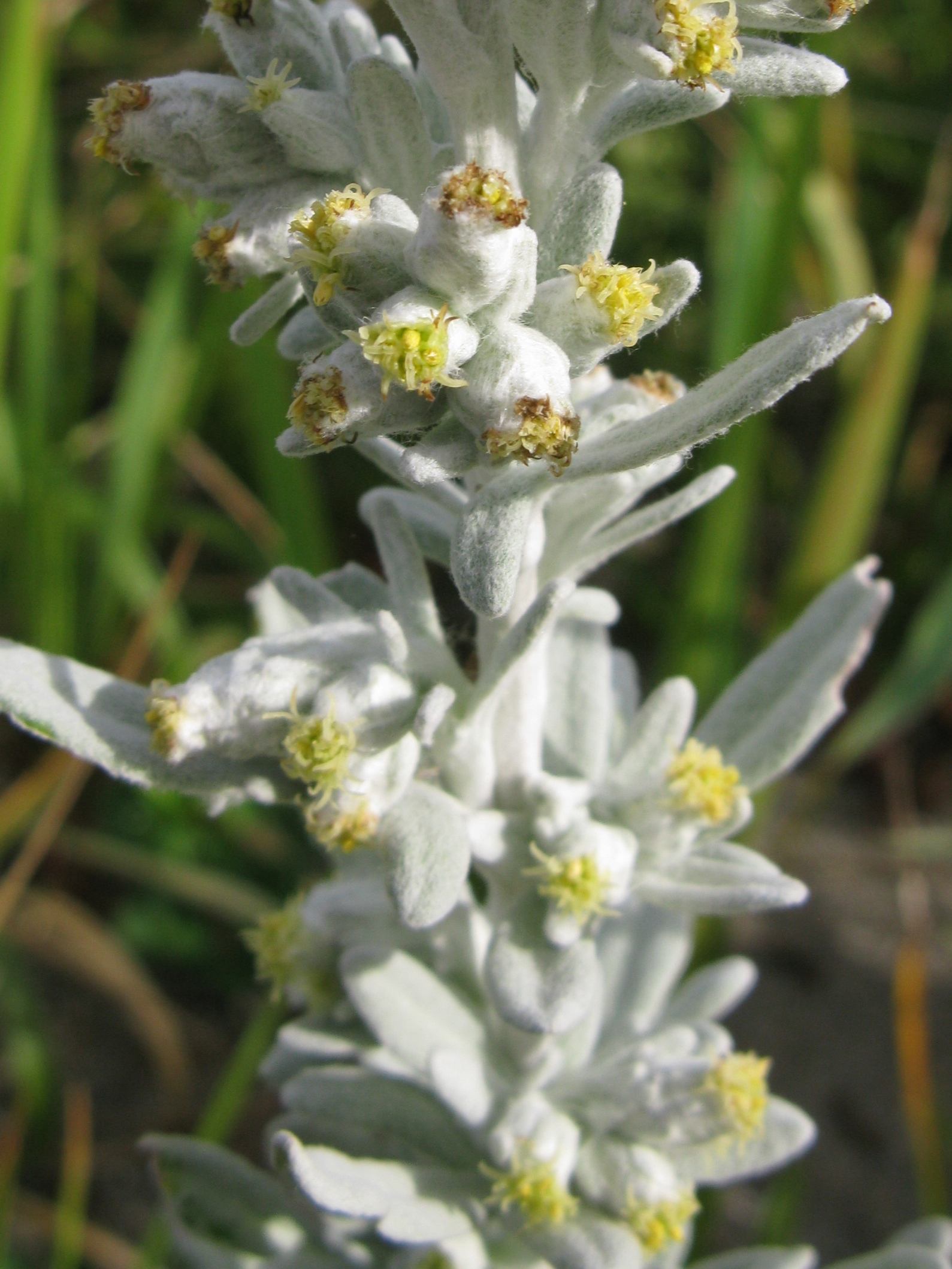
Blomning i Japan.
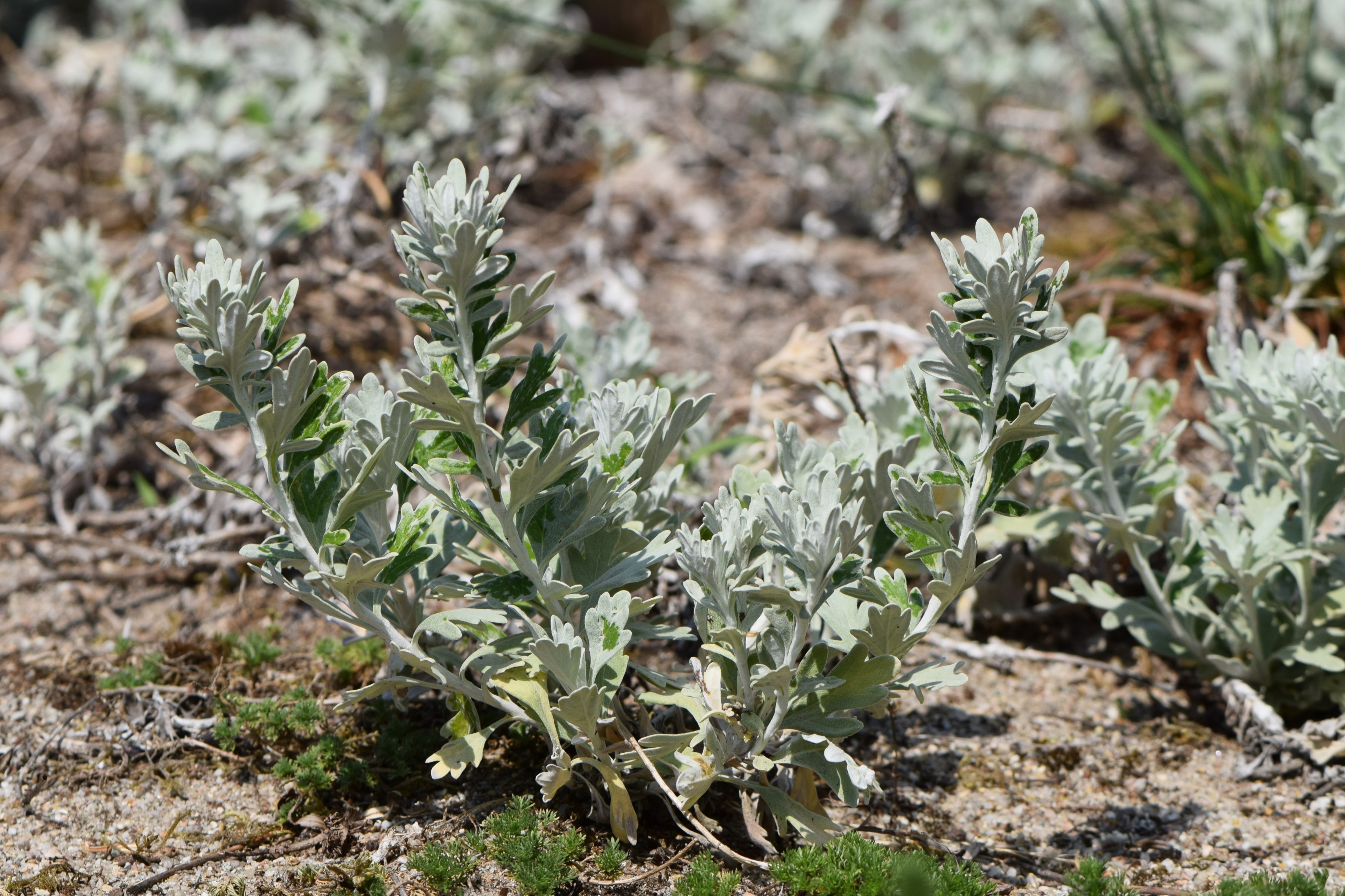
I botaniska trädgården i Halle, Tyskland.

## Utbredning
Sandmalörten har en något besynnerlig utbredning. Den förekommer framför allt, och är troligen ursprunglig, vid de västra delarna av norra Stilla havet – på Kurilerna, Kamtjatka, i östra Sibirien, på Sachalin, i Japan och på Koreahalvön – men finns även på flera lokaler kring Nordatlanten – i nordöstra Nordamerika, på Brittiska öarna och i Norden. Man antar att arten förvildats från odling till havsstränder på samma sätt som vresrosen, Rosa rugosa, som härstammar från samma område, men orsaken är inte helt utredd.
I Sverige påträffades arten för första gången i slutet av 1800-talet, vid Rydebäck i Kvistofta socken på Skånes västkust. Den hittades därefter på flera andra skånska lokaler, och på 1920-talet på Hällsö i Tanums socken i norra Bohuslän och 1941 i Falkenberg i mellersta Halland. Den var försvunnen från samtliga lokaler på 1950-talet, senast sedd vid Mölle i Brunnby socken 1952, och ansågs vara nationellt utdöd i landet då den 1992 åter påträffades i Bohuslän, där ett fåtal individer växte kvar fram till 1995. Under 2003 och 2004 upptäcktes arten som adventivväxt i Södermanland. I Danmark har sandmalörten likaledes hittats på ett fåtal lokaler, men arten tycks nu vara utgången även där.

## Habitat
Sandmalörten förekommer på sandiga havsstränder, ovanför högvattenmärket. Där den påträffades i Bohuslän växte den med bland annat strandråg (Leymus arenarius) och martorn (Eryngium maritima). Förmodligen har även de danska och skånska förekomsterna varit snarlika. Denna typ av miljö har oftast en gles vegetation, men strandrågsbestånden har på flera ställen tenderat att sluta sig mer och mer, vilket antagligen missgynnat sandmalörten.

## Odling

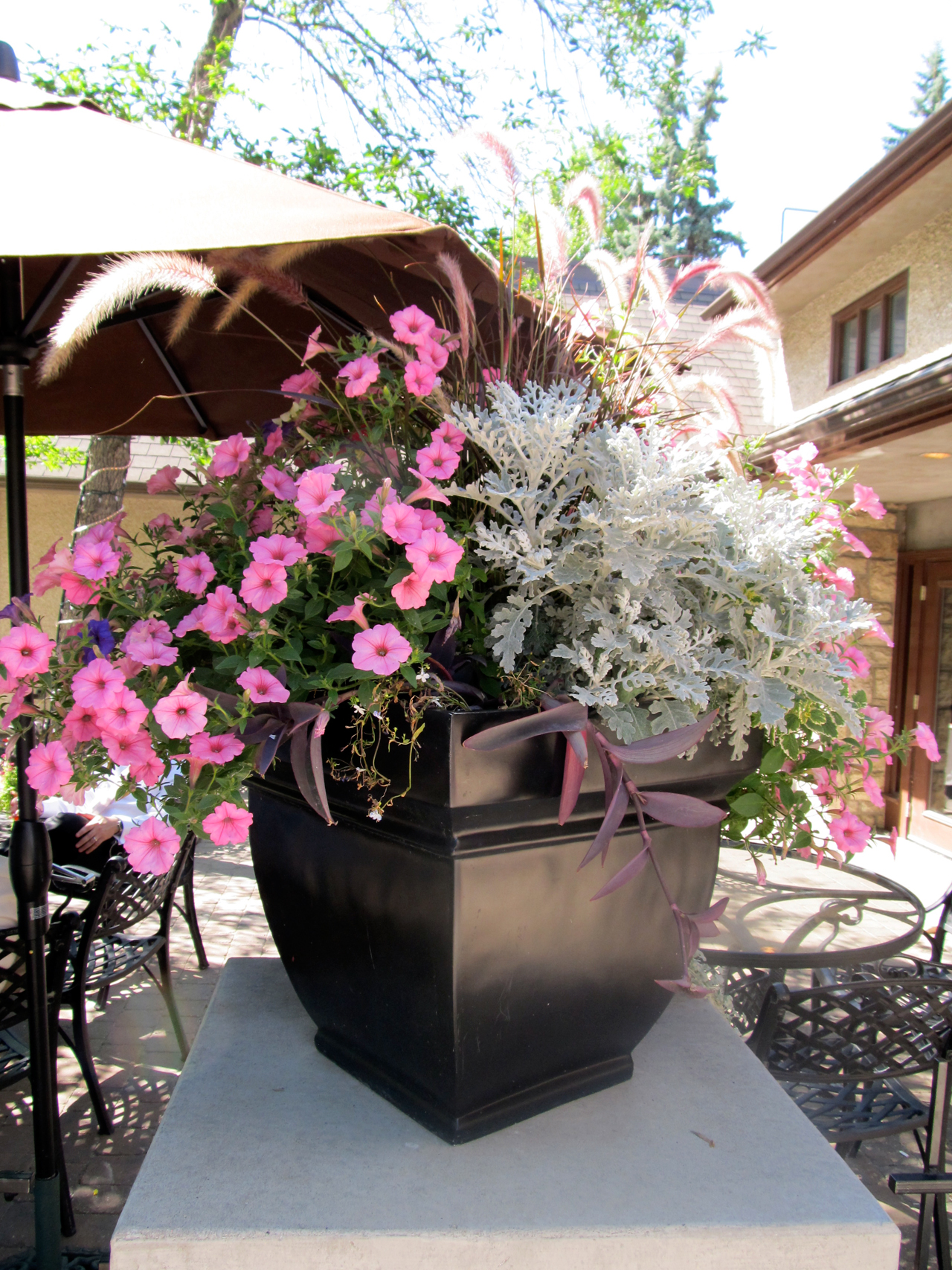
Sandmalört i en samplantering med petunior och borstgräs i Saskatoon, Kanada.

Arten odlas som prydnadsväxt utomhus, gärna som marktäckare i stenparti. Den blommar sällan i svenska förhållanden, men kan förökas genom halvt förvedade sticklingar med klack.

## Namn
Artepitetet stelleriana hedrar den tyske naturforskaren och upptäcktsresanden Georg Wilhelm Steller.